# Starlight Express
Starlight Express är en musikal av Andrew Lloyd Webber med text av Richard Stilgoe. Den hade premiär på Apollo Victoria Theatre i London 27 mars 1984, i regi av Trevor Nunn. Den gick sedan till 12 januari 2002 och hade då spelats i 7 406 föreställningar. Det placerar den som nummer fem av långkörare i London.
Till Broadway kom den året efter premiären d.v.s. 1985 och blev även där en stor succé och spelades i flera år på olika scener.
Musikalen kan beskrivas som en barndomsdröm med livet som en lek med modelltåg. Här finns det gamla ångloket Rusty som tävlar mot bl.a. dieselloket Greaseball och det datorstyrda Electra.
Teatern Victoria byggdes upp med rullskridskobanor runt hela teatern, eftersom sångarna som spelar de olika loken åker runt på rullskridskor.
Musikalens mest kända nummer är "I am the Starlight" och "The Light at the End of the Tunnel".